# Aranysárga csipeszhal
Az aranysárga csipeszhal (Forcipiger flavissimus) a sügéralakúak (Perciformes) rendjébe, a sörtefogúfélék (Chaetodontidae) családjába sorolt és a Forcipiger nembe tartozó halfaj.
Kisméretű hal, maximum 22 centiméter nagyságúra nő meg. Az akváriumokban népszerű, emiatt Hawaii jelentős exportcikke.

## Előfordulása
Előfordul a tengervíz 114 m-es mélységéig a trópusok mentén az indo-csendes-óceáni térségben, Afrika keleti partjától Hawaii-ig, a Vörös-tengerben, a Csendes-óceánban Alsó-Kaliforniától a Revillagigedo- és a Galápagos-szigetekig.

## Életmódja
Étrendje változatos fogyaszt kisebb rákokat, férgeket és halikrát is. Nyílt, tengerbe nyúló zátonyokon és a lagúnák zátonyain található meg. Magányosan, vagy nem több mint ötfős csapatokban is látható, de a kifejlett egyedek általában párosával saját területükön élnek.

### Territorialitás
Az aranysárga csipeszhal életmódját tekintve monogám. A hím és ikrás fajtársaival szemben is védelmezi a birtokukba vett korallszirtet. Az ikrások védelmezik az élelmiszerforrásaikat más ikrásokkal szemben, míg a hímek védik a saját területüket és védik párjukat más hímekkel szemben.

## Galéria

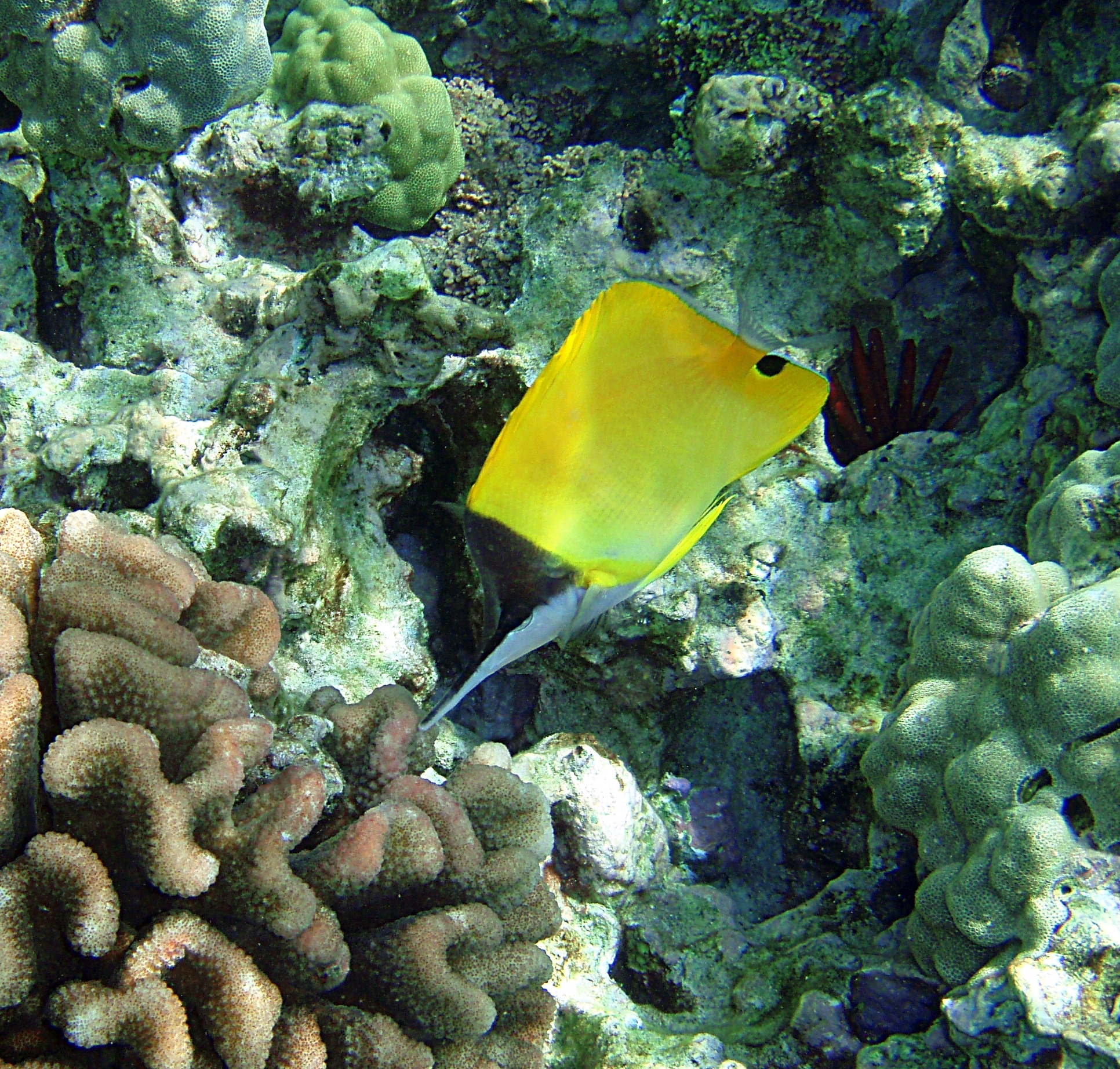
Élőhelye a korallzátony
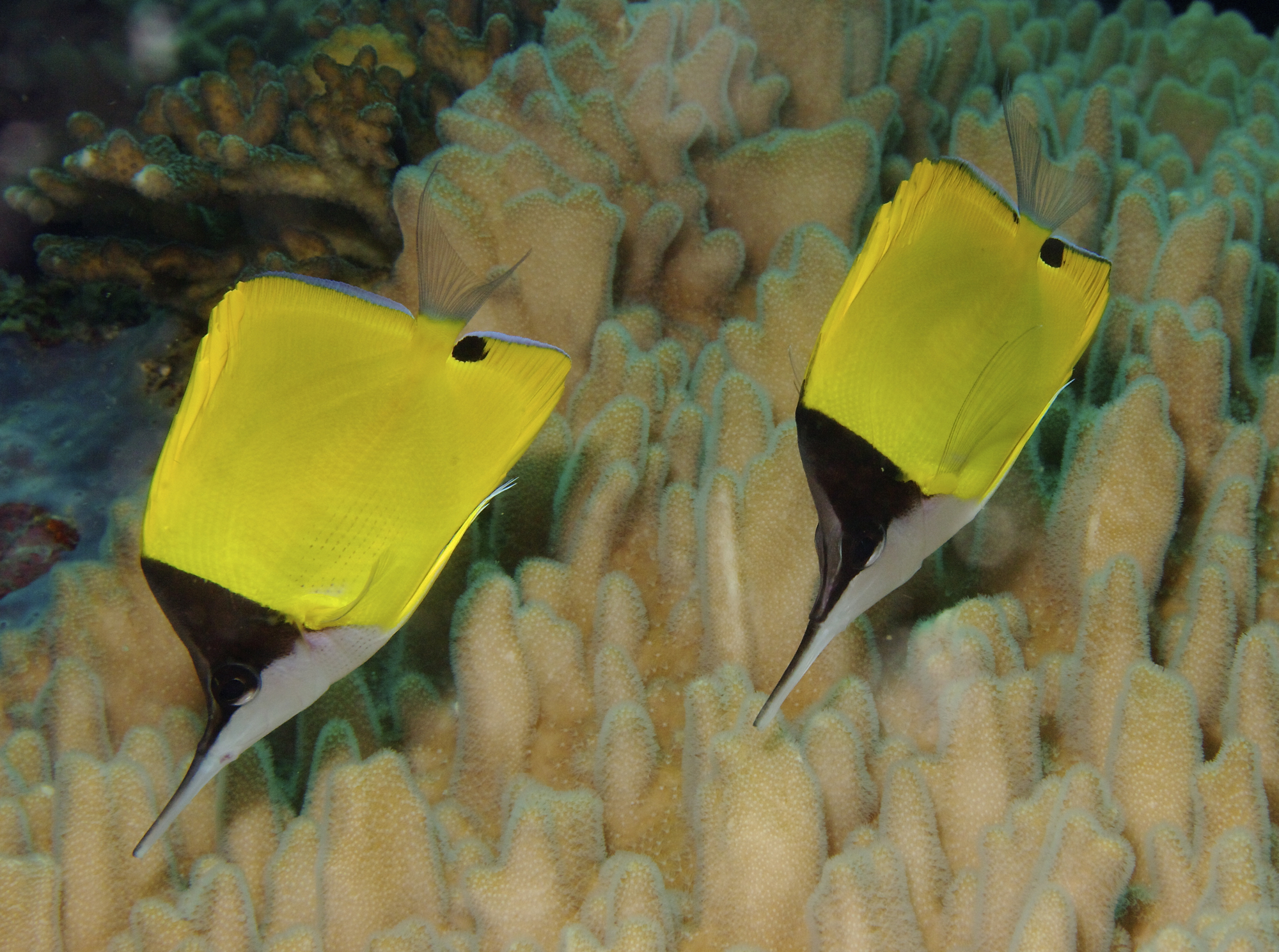
Forcipiger flavissimus pár
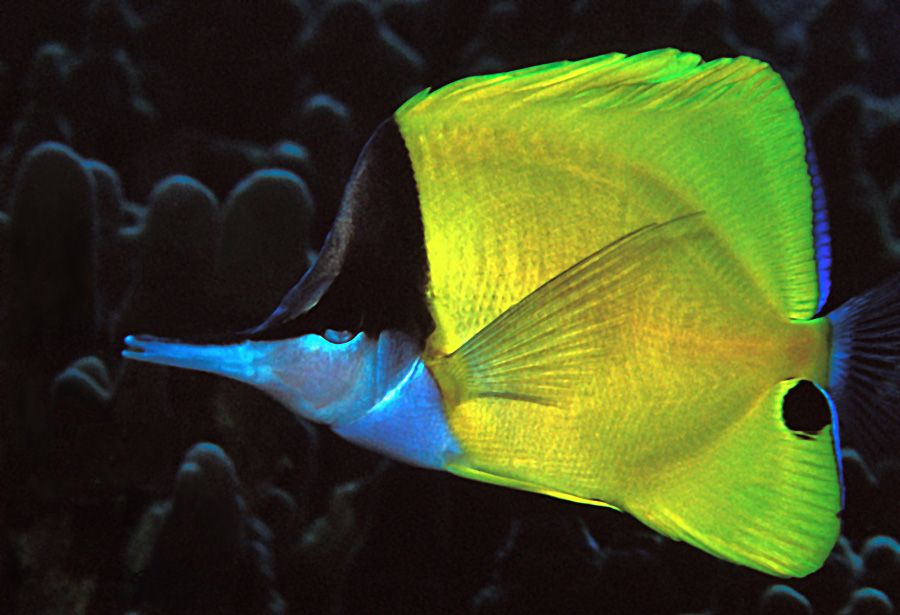
portré 1.
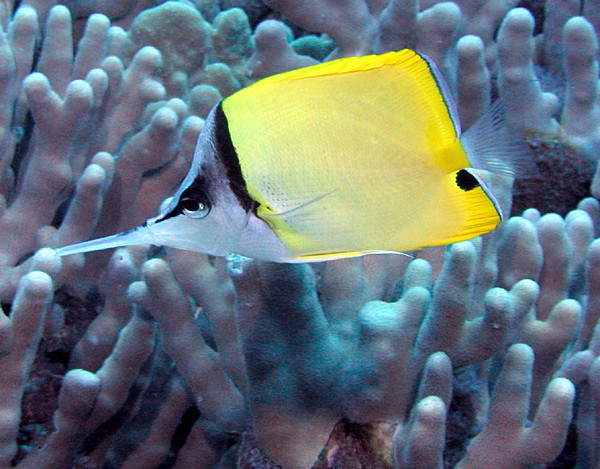
portré 2.

## Fordítás
- Ez a szócikk részben vagy egészben  a   Yellow longnose butterflyfish című angol Wikipédia-szócikk ezen változatának fordításán alapul.  Az eredeti cikk szerkesztőit annak laptörténete sorolja fel. Ez a jelzés csupán a megfogalmazás eredetét és a szerzői jogokat jelzi, nem szolgál a cikkben szereplő információk forrásmegjelöléseként.